# Quincas Borba
„Quincas Borba“ ist der Titel eines Romans des brasilianischen Autors Joaquim Maria Machado de Assis aus dem Jahr 1891.
Die Figur Quincas Borba kommt auch in Machado de Assis Roman „Memórias Póstumas de Brás Cubas“ vor. Neben diesem Werk und „Dom Casmurro“ zählt „Quincas Borba“ zu den wichtigsten Werken des brasilianischen Autors.
Auf Deutsch erschien der Roman in der Übersetzung und mit einem Nachwort von Georg Rudolf Lind 1982 in der Bibliothek Suhrkamp.

## Inhalt
Die Geschichte beschreibt das Leben des Lehrers Rubião, der als Alleinerbe des Philosophen Quincas Borba reich wurde. Einzige Bedingung, um das Erbe antreten zu können, war die Aufnahme des Hundes von Borba, der lustigerweise den gleichen Namen wie sein ehemaliger Besitzer trug. Daher ist im Roman auch nicht eindeutig festzustellen, ob sich der Titel auf den Philosophen oder seinen Hund bezieht.
Im Verlauf der Geschichte lernt Rubião das Liebespaar Palha und Sofia kennen. Als sich Rubião in Sofia verliebt, ist dies der Anfang seines Untergangs. Später wird er von Palha betrogen, der diese Situation ausnutzte. Rubião wird arm und verrückt. Kurz vor seinem Tod gibt Rubião die bemerkenswerten Worte
„Ao vencedor, as batatas.“ (dt.: „für den Sieger die Kartoffeln“)
von sich. Ausgerechnet dieser Satz war Bestandteil der abschließenden Zusammenfassung einer Erzählung des Philosophen Quincas Borba, mit der dieser seine Philosophie des „Humanitismo“ beschrieb. In dieser Geschichte ging es um zwei verschiedene Stämme, die um ein einziges Kartoffelfeld kämpften. Der kräftemäßig überlegene Stamm vernichtete den anderen und eroberte die Kartoffeln, wodurch sein Überleben gesichert war.
Im Roman „Quincas Borba“ sind Palha und Sofia die Sieger, während Rubião der Geschlagene ist. Nach der Philosophie Quincas Borbas ist diese Analogie des „Humanitismo“ auf alle denkbaren Situationen des Lebens anzuwenden.